# Хорошівський район
Хорошівський райо́н (до 1925 року — Кутузівський район, у 1925—33 роках — Володарський район, у 1933—2016 роках — Володарсько-Волинський) — колишня адміністративно-територіальна одиниця Коростенської, Волинської округ, УСРР, Київської й Житомирської областей УРСР та України з адміністративним центром у смт Хорошів.
Населення — 35 616 осіб (на 1.08.2013). Площа району — 869.8 км². Утворено 1923 року.

## Географія
Хорошівський район розташований у центральній частині Житомирської області. Загальна площа — 869,88 км². На півночі межує з Коростенським районом, на північному сході — з Малинським, на сході — з Радомишльським, на сході та півдні — з Черняхівським, на південному заході — з Пулинським, на заході — з Ємільчинським районами.
У надрах району залягають різноманітні корисні копалини. Групу металорудних представляє ільменіт — сировина для виробництва металевого титану, його двоокису та інших сполук. У достатній кількості є будівельне та облицювальне каміння: габро, лабрадорити, граніти. На території району зосереджені значні поклади коштовного каміння: аквамарин, берил, топаз, гірський кришталь, моріон, кварц, чорний опал, цитрин тощо.

## Історія

Районна державна адміністрація

Район утворено 7 березня 1923 року у складі Коростенської округи Волинської губернії, під назвою Кутузівський, з 22-х сільських рад Кутузівської волості Житомирського повіту.
17 червня 1925 року, відповідно до постанови ВУЦВК «Про адміністраційно-територіяльне переконструювання Бердичівської й суміжних з нею округ Київщини, Волині й Поділля», район було передано до складу Житомирської округи.
27 червня 1925 року район перейменовано на Володарський, 26 квітня 1933 року — на Володарсько-Волинський.
З 15 вересня 1930 року, через скасування округ, район перейшов у пряме підпорядкування до республіканського центру. 9 лютого 1932 року район увійшов до складу новоствореної Київської області. Від 22 вересня 1937 року — у складі новоутвореної Житомирської області.
Внаслідок Голодомору 1932—1933 за даними різних джерел, у районі загинуло 416 чол., імена яких на сьогодні встановлено.
30 грудня 1962 року, Указом Президії Верховної ради УРСР, район було ліквідовано, сільські ради району передали до складу Черняхівського району.
Відновлений 8 грудня 1966 року в складі 3-х селищних та 15 сільських рад.
У 2016 році, в рамках декомунізації, районний центр перейменовано на Хорошів, відповідно район — на Хорошівський.
Ліквідований відповідно до постанови Верховної Ради України від 17 липня 2020 року «Про утворення та ліквідацію районів».

## Населення
За даними перепису населення СРСР 1939 року чисельність населення району становила 46 253 особи, з них українців — 32 210, росіян — 1 392, німців — 6 120, євреїв — 1 431, поляків — 4 751, інших — 349.
Етнічний склад населення району на 2001 рік був представлений наступним чином:
- українці — 89,6 %;
- поляки — 5,9 %;
- росіяни — 3,6 %;
- білоруси — 0,4 %;
- інші національності — 0,5 %[8].

## Адміністративний устрій
Адміністративно-територіально район поділяється на 3 селищні громади та 2 сільські ради, які об'єднують 80 населених пунктів та підпорядковані Хорошівській районній раді. Адміністративний центр — смт Хорошів.

## Влада
Голови РДА:
- Левицький Володимир Олександрович
- Сінько Володимир (28.02.2008 —)
- Кочин Микола Кузьмич (24.04.2010 — 18.03.2014)
- Михальченко Віктор Леонідович (29.03.2014 — 29.10.2014)
- Головач Андрій Миколайович (в.о., 29.10.2014 — 24.03.2015)
- Ющенко Андрій Петрович (29.04.2015 — 28.11.2015)
- Ширченко Галина Іванівна (12.06.2017 — 23.08.2019)

## Промисловість

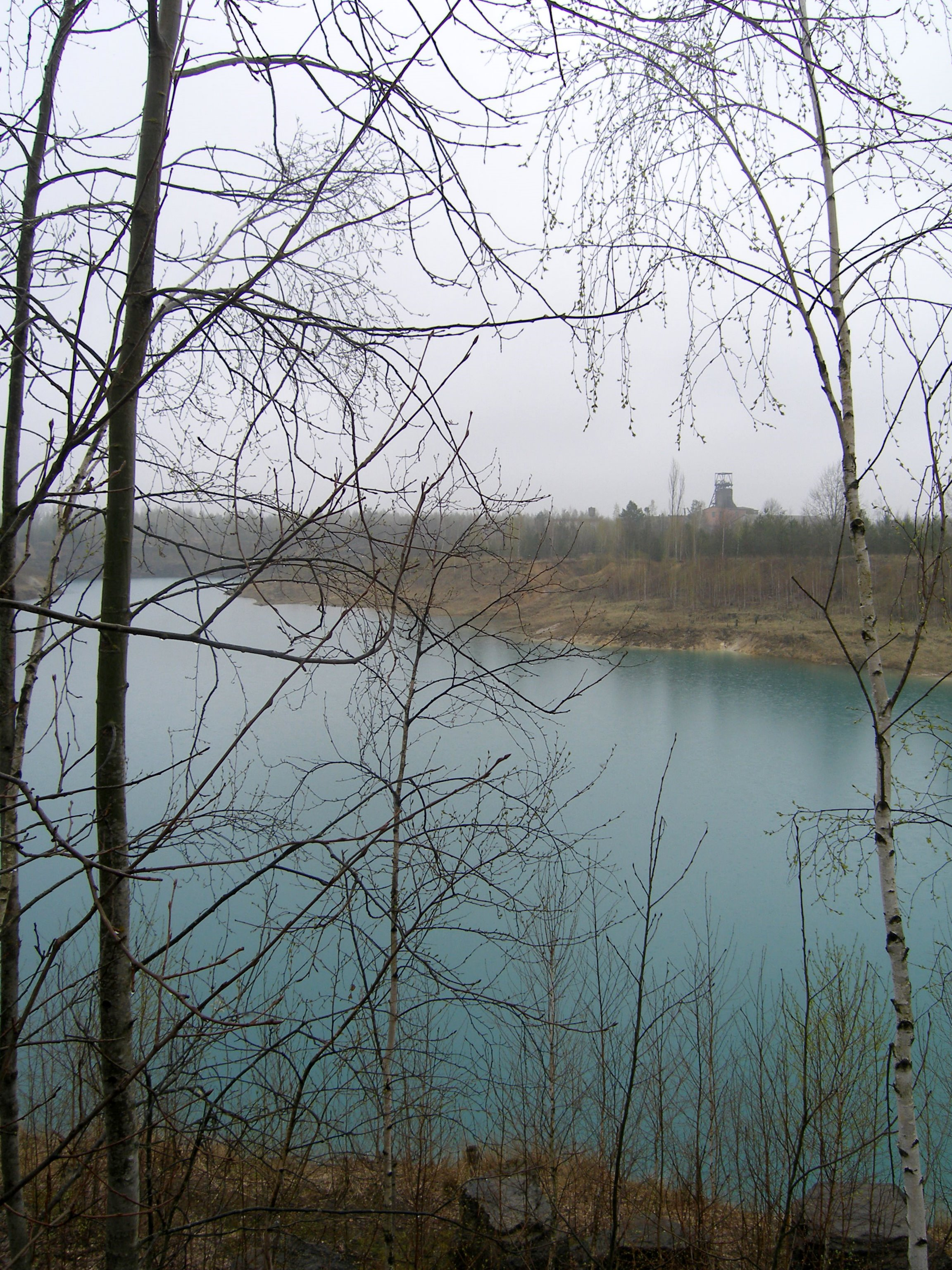
Затоплений кам'яний кар'єр поблизу Хорошева

Промисловий комплекс району складається з добувної та переробної промисловості. Промислову продукцію випускають 13 підприємств. Одне з них — дочірнє підприємство «Іршанський державний гірничозбагачувальний комбінат» — має державну форму власності, інші 12 підприємств — колективну. Велике значення в економіці району відіграє ДП «Іршанський гірничо-збагачувальний комбінат». Він виробляє титановий (ільменітовий) концентрат з розсипу. Підприємство має чотири кар'єри з видобутку порід, три фабрики первинного і дві — вторинного збагачення. Пошук, розвідку, експлуатацію і перероблення мінеральної сировини (п'єзокварц, лабрадорит, габро) здійснює ВАТ «Кварцсамоцвіти». Легка промисловість представлена відкритим акціонерним товариством «Володарсько-Волинський льонозавод» та акціонерним товариством «Промінь». Основні види продукції — льоноволокно, костра, костроблоки, швейні вироби.

## Сільське господарство
У районі — 23 колективні сільськогосподарські підприємства, 12 селянських (фермерських) господарств. Основний напрямок сільськогосподарського виробництва: зерно-м'ясо-молочний.

## Будівництво
У районі є 7 будівельних організацій. Ведеться будівництво школи, газових мереж.

## Транспортно-комунікаційна інфраструктура
Район має вигідне економічно-географічне розташування, що створює передумови для всебічного розвитку його економіки. Через територію району проходить залізнична гілка Коростень — Житомир, автошляхи регіонального та територіального значення М21 і Т 0603. Є два автотранспортні підприємства. Загальна довжина автомобільних шляхів району; — 304 кілометри.

## Зовнішньоекономічні зв'язки
Наявність у районі багатих покладів корисних копалин дає змогу поставляти продукцію за кордон. Товарну структуру експорту складають концентрат ільменітовий, блоки граніту. Пріоритетною галуззю, куди можуть бути направлені інвестиції, є гірничодобувна промисловість.

## Культура
Музей декоративного та коштовного каміння Міністерства фінансів України (смт Хорошів).
Воздвиженська церква, 1787 р. (с. Кам'яний Брід)
Михайлівська церква, 1757 р. — один із найвидатніших пам'ятників волинської школи народної архітектури та дзвіниця (1854) (с. Краївщина)

### Пам'ятки
- Пам'ятки історії Хорошівського району
- Пам'ятки монументального мистецтва Житомирської області

## Політика
25 травня 2014 року відбулися Президентські вибори України. У межах району було створено 40 виборчих дільниць. Явка на виборах складала — 64,52 % (проголосували 17 486 із 27 102 виборців). Найбільшу кількість голосів отримав Петро Порошенко — 56,90 % (9 950 виборців); Юлія Тимошенко — 15,65 % (2 736 виборців), Олег Ляшко — 12,12 % (2 120 виборців), Сергій Тігіпко — 3,71 % (648 виборців). Решта кандидатів набрали меншу кількість голосів. Кількість недійсних або зіпсованих бюлетенів — 1,09 %.